# Црква Свете Варваре
Црква Светe Варваре је манастирска црква некадашњег православног манастира Кметовце, у истоименом селу, на територији општине Гњилане, на Косову и Метохији. Рушевине цркве представљају непокретно културно добро као споменик културе од изузетног значаја.

## Положај
Остаци цркве се налазе један километар југоисточно од истоменог села.

## Историја
У селу Кметовце налазе се Остаци некадашњег манастира са црквом Свог Димитрија, односно Свете Варваре и манастир у селу Кметовце први пут се не помиње у писаним изворима али усмена традиција везује његов настанак за време цара Душана.
| „ | Стилска обележја сликарства и архитектуре упућују на закључак да се ради о властеоској задужбини, највероватније из шесте деценије XIV века, док га народна традиција везује за личност цара Душана (краљ 1331–1346, цар 1346–1355). | ” |

Манастир се нашао на удару Османлија после Косовске битке 1389. године, а дефинитивно је разорен у XVIII веку. Тесаници са њених зидова употребљени су за грађење мостова на речицама Бањи и Добруши.
У периоду између 1966. и 1968. године, над остацима су изведени конзерваторски радови.

## Архитектура
Манастирска црква, посвећена прво светом Димитрију, а потом светој Варвари, по својој основи је слична са нешто старијом црквом светог Николе у Душановој задужбини Светим Архангелима, о чему говори овај цитат: 
| „ | Црква Свете Варвара је архитектонским решењем најближа цркви Светог Николе у манастиру Светих Арханђела у Призрену. Основе двеју грађевина су сличне: поделом по дужини, куполом на средини и карактеристичним поткуполним системом, који чине пиластри или зид на западној и слободни ступци на источној страни. Света Варвара представља скромније решење од Светог Николе према употреби материјала за зидање, начину зидања, свакако и по угледу, те је могуће претпоставити да је млађа, односно да је изведена по узору на Светог Николу. Свакако да је било и других споменика сличног архитектонског решења, али ако би требало тражити општи образац, морало би се поћи од цркве Светог Николе. Уписани крст са два слободна ослонца на источној страни неуобичајен је за српску архитектуру тога времена. Највероватније је потекао од неког репрезентативнијег споменика, као што је једна од двеју монументалних цркава Душанове задужбине. Светом Николи код Призрена и Светом Варвари најближа је црква Светог Спаса у Призрену. У архитектонском решењу храма Светог Спаса поновљена је идеја градитеља цркве Светог Николе. Замисао простора са издвојеном полуотвореном припратом, положај куполе, кратким травејем испред апсиде готово су исти. У зидању цркве Светог Спаса примењен је византијски начин смењивања камена и опеке, док облик њеног поткуполног простора подсећа на рашка решења. У спољној обради Св. Николе задржала се традиција грађења каменом као код репрезентативних рашких споменика. Ова традиција пренета је на храм Свете Варваре, између чијих камених блокова на фасади су врло стидљиво утискиване опеке као једини знак технике која је тада у архитектури већ била систем. | ” |

Црква има основу прелазне форме уписаног крста, са нартексом, куполом над централним травејем и споља тространом олтарском апсидом, одакле и произлазе сличности са храмом Светог Николе у манастиру Светих Арханђела код Призрена.
Од олтарског простора очувала се споља тространа апсида, као и ниша која је означавала проскомидију. На фасади су се налазили широки плитки пиластри. Црква је зидана каменом, а у знатно мањој мери опеком. Зидови су на унутрашњој страни рађени од притесаног камена, а споља од крупнијих, прилично добро тесаних камених квадера, који су сложени у хоризонталне редове. Понегде су између квадера уграђене опеке. У комбиновању камена и опеке није постојао одређен систем.

## Живопис
Остаци живописа, сачувани су у североисточном углу цркве, у коме су видљиви делови орнамената и попрсја светаца на позадини црвене боје.

## Напомена
1. ↑  Код развијене форме уписаног крста, купола почива на слободним стубовима, док код сажете она стоји на стубовима везаним за зидове цркве. Код манастирске цркве у Кметовцу, источни крај куполе почива на два слободна ступца, док је западни ослоњен на зид између наоса и нартекса.